# Władysław Zaczkiewicz

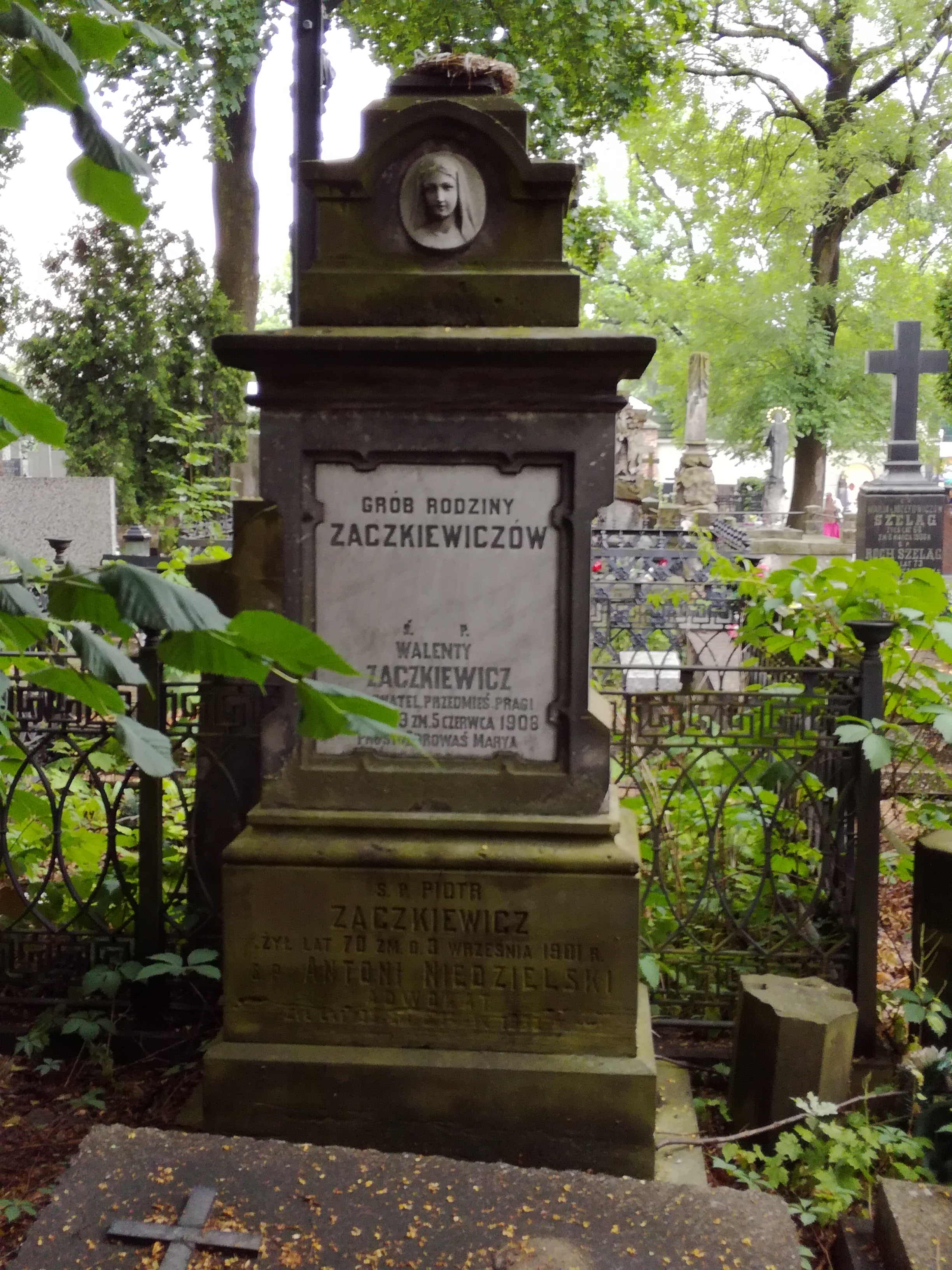
Grób płka Władysława Zaczkiewicza na cmentarzu Bródnowskim

Władysław Zaczkiewicz (ur. 20 marca 1896 w Warszawie, zm. 26 sierpnia 1956) – major obserwator Wojska Polskiego w II RP, pułkownik ludowego Wojska Polskiego, historyk wojskowości.

## Życiorys
Pochodził z rodziny mieszczańskiej, osiadłej w Warszawie od połowy XIX w. Jego dziad Piotr Zaczkiewicz (1832–1901) wraz ze swoim bratem Błażejem (1835–1878), obaj mistrzowie szewscy, przybyli do stolicy z rodzinnego Łaskarzewa i zamieszkali na Starym Mieście, gdzie utrzymywali swoje warsztaty.
Władysław przyszedł na świat jako syn Walentego Franciszka Zaczkiewicza (1860–1908) i Marii Bogumiły z Wolskich. Jego ojciec był właścicielem kamienic na Pradze: w latach 90. XIX w. narożnej o podwójnym adresie: Białostocka 8 i Folwarczna 25 (nr hip. 93), a następnie - do swojej śmierci - dwóch innych przy ul. Radzymińskiej 62 (nr hip. 22) i 80 (nr hip. 1048).
Był żonaty z Aleksandrą z domu Molga (ślub zawarli 26 grudnia 1924 r. w parafii św. Aleksandra w Warszawie).
Uczestniczył w wojnach o niepodległość i granice II RP z lat 1918–1921, w tym w wojnie z bolszewikami. Został odznaczony Krzyżem Walecznych i awansowany na podporucznika ze starszeństwem z dniem 1 czerwca 1919 r. Następnie, będąc członkiem kadry oficerskiej najpierw 21 pułku piechoty (1921), a potem - już w stopniu porucznika - 3 pułk lotniczego (1923–1924), był przydzielony do Składów Lotniczych w Centralnych Zakładach Lotniczych w Warszawie. W latach 1926–1930 jako porucznik obserwator służył w 32 eskadrze liniowej i otrzymał awans na kapitana obserwatora ze starszeństwem z dniem 1 stycznia 1931 roku. W tym ostatnim stopniu służył nadal w 3 pułku lotniczym w 1932 r.
Z kolei w latach 1933–1935 był dowódcą 31 eskadry liniowej w VII Dywizjonie Lotniczym, a od 1935 r. 55 eskadry liniowej w 5 pułku lotniczym. Mianowany majorem ze starszeństwem z dniem 19 marca 1938 r. i 9. lokatą w korpusie oficerów lotnictwa. W 1939 r. był słuchaczem Kursu 1938/39 w Wyższej Szkole Lotniczej w Warszawie.
W czasie kampanii wrześniowej 1939 r. służył jako oficer operacyjny w Dowództwie Lotnictwa i OPL Armii „Łódź”. Internowany w Rumunii, przedostał się do Francji. Tam został skazany za „gloryfikowanie bolszewizmu” i wydalony z wojska. W Wielkiej Brytanii znalazł w końcu pracę w Wojskowym Biurze Historycznym. Otrzymał brytyjski stopień Squadron Leader RAF.
W listopadzie 1945 r. powrócił do kraju. Został przyjęty do ludowego Wojska Polskiego i awansowany na pułkownika. Latem 1946 r. był dublerem szefa sztabu 2 Pomorskiej Dywizji Lotnictwa Szturmowego. Następnie pełnił służbę na stanowisku szefa Wydziału Lotniczego w Sztabie Generalnym i szefa Biura Wojskowego w Ministerstwie Komunikacji. W grudniu 1949 r., na własną prośbę, został zwolniony z czynnej służby. Pracował w Ministerstwie Kultury i Sztuki na stanowisku wicedyrektora departamentu.
Kontynuował pracę badawczą i publicystyczną, drukując artykuły w „Skrzydlatej Polsce”. W 1947 r. ukazała się jego najważniejsza książka monograficzna: Lotnictwo polskie w kampanii wrześniowej 1939 r. (Wojskowy Instytut Naukowo-Wydawniczy, Warszawa 1947). Przetłumaczył też z rosyjskiego pracę N. Artemiewa Wyzwolenie Węgier przez Armię Radziecką (Wydawnictwo Prasa Wojskowa, Warszawa 1950).
18 kwietnia 1951 r. został aresztowany przez Główny Zarząd Informacji. Należał do kilkudziesięciu oficerów fałszywie oskarżonych o stworzenie i działalność w organizacji dywersyjno-szpiegowskiej w ludowym Wojsku Polskim, a wytoczony mu proces polityczny związany był z głośną sprawą gen. Tatara. Po ciężkim śledztwie został 9 lipca 1952 r. skazany na 15 lat więzienia. Zmarł wkrótce po zwolnieniu w 1956 r. i został pochowany na cmentarzu Bródnowskim w Warszawie (kw. 4a, rz. 6, m. 3).

## Ordery i odznaczenia
- Krzyż Walecznych
- Medal Niepodległości